# Storia degli ebrei a Salonicco
La storia degli ebrei a Salonicco ha origine fino dal primo secolo dell'era volgare. La città di Salonicco ospitava, fino alla seconda guerra mondiale, un'importante comunità ebraica di origine sefardita. È l'unico esempio conosciuto nella diaspora ebraica dove una città di tale grandezza ha conservato una maggioranza di popolazione ebraica per più secoli. Arrivati principalmente a seguito dell'espulsione dalla Spagna nel 1492 (Decreto dell'Alhambra), gli ebrei sono indissolubilmente legati alla storia di Salonicco e l'influsso di questa comunità tanto sul piano culturale quanto su quello economico si è fatto sentire in tutto il mondo sefardita. La comunità ha conosciuto un'età dell'oro nel XVI secolo, seguita da un declino relativo fino alla metà del XIX secolo, epoca in cui ha iniziato un'importante modernizzazione, sia economica che culturale. Essa ha preso un corso tragico in seguito all'applicazione della soluzione finale del regime nazista, che si è tradotto nella eliminazione fisica della stragrande maggioranza dei membri della comunità.

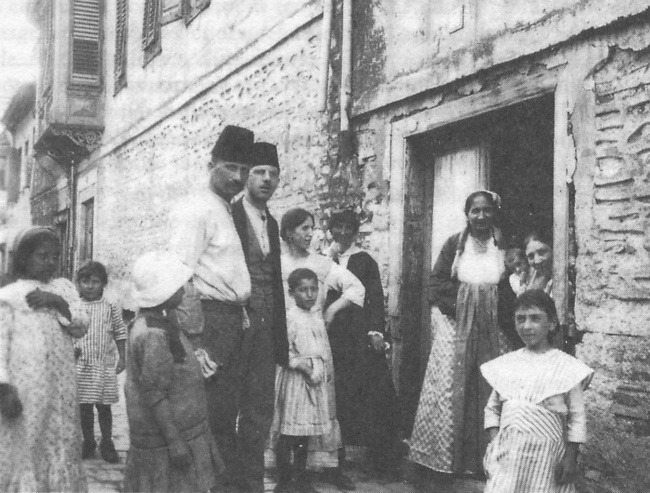
Famiglia ebrea di Salonicco nel 1917.

Evoluzione della popolazione di Salonicco riportata secondo le tre componenti principali: ebrea, turca e greca (1500-1950)

## Storia

### I primi ebrei
Si sa che vi è stata una presenza ebraica a Salonicco fin dall'antichità, come attestato dalla Prima lettera ai Tessalonicesi di Paolo di Tarso destinata agli ebrei ellenizzati di quella città. Nel 1170 Beniamino di Tudela censì 500 ebrei a Salonicco. Nei secoli successivi si aggiunsero a questa comunità romaniota (cioè di lingua greca) alcuni ebrei dalle comunità italiane e askhenaziti. Vi è stata dunque una presenza durante il periodo bizantino, ma è rimasta minima e non ha lasciato alcuna traccia. Il luogo d'insediamento dei primi ebrei nella città non è conosciuto con certezza.
All'inizio della dominazione ottomana su Salonicco, a partire dal 1430, gli ebrei erano rimasti poco numerosi. Gli ottomani avevano l'uso di trasferire popolazioni all'interno dell'impero al seguito delle conquiste militari secondo il metodo detto di Sürgün (traducibile approssimativamente con "esilio"). Dopo la conquista di Costantinopoli nel 1453, il potere ottomano obbligò gli ebrei delle comunità dei Balcani e d'Anatolia a ripopolare la nuova capitale dell'Impero, ribattezzata Istanbul. In conseguenza di tali misure, il censimento ottomano del 1478 non contò più alcun ebreo a Salonicco.

### Arrivo degli ebrei sefarditi

I flussi della diaspora ebraica convergenti verso Salonicco.

È solamente dopo l'espulsione degli ebrei dalla Spagna nel 1492, in seguito al decreto dell'Alhambra, che Salonicco divenne progressivamente un luogo d'accoglienza per i numerosi ebrei sefarditi, sia direttamente, sia attraverso il transito dal Portogallo o dall'Italia del sud, paesi che adottarono ulteriori provvedimenti di espulsione. In effetti l'Impero ottomano, seguendo la legislazione musulmana sulle "Genti del Libro" (in arabo Ahl al-Kitab) concedeva protezione ai cristiani e agli ebrei sottomessi allo status di dhimmi, quindi accettava ed incoraggiava l'installazione sul proprio territorio degli ebrei coinvolti nei decreti di espulsione.
I primi sefarditi arrivarono nel 1492, provenienti da Maiorca. Erano dei «pentiti» ritornati alla religione ebraica dopo la conversione forzata al Cattolicesimo. Nel 1493 si unirono castigliani e siciliani e negli anni seguenti arrivarono altri ebrei usciti dai propri paesi ed anche aragonesi, valenziani, calabresi, veneziani, pugliesi, provenzali e napoletani. Poi, tra il 1540 ed il 1560, fu il turno dei portoghesi a cercare rifugio a Salonicco, in seguito alla politica di persecuzione dei marrani in quel paese. Oltre a questi sefarditi giunsero alcuni ashkenaziti originari dell'Austria, del Principato della Transilvania e dell'Ungheria, a volte trasferiti forzatamente, nella consuetudine del Sürgün, a seguito della conquista di queste terre da parte di Solimano il Magnifico a partire dal 1526. Inoltre i registri di Salonicco indicano la presenza di «ebrei di Buda» dopo la conquista di questa città ad opera dei Turchi nel 1541.
Nel 1519 gli ebrei formavano già il 56% degli abitanti e nel 1613 il 68%.

### La Gerusalemme dei Balcani

#### Organizzazione religiosa
Ogni gruppo di immigrati fondò la propria comunità (aljama in castigliano) dove i riti (minhaggim) differivano da quelli delle altre comunità. La sinagoga era il cemento di ogni gruppo ed il nome di solito ricordava la propria origine. Le comunità non erano soggette a scissioni e questo spiega, per esempio, l'esistenza di una Katallan Yashan (vecchia Catalogna) fondata nel 1492, e poi la comparsa di una Katallan Hadach (nuova Catalogna) alla fine del XVI secolo:
| Nome della sinagoga | Data di costruzione | Nome della sinagoga  | Data di costruzione | Nome della sinagoga | Data di costruzione |
| ------------------- | ------------------- | -------------------- | ------------------- | ------------------- | ------------------- |
| Ets ha Haim         | I secolo a.C.       | Apulia               | 1502                | Yahia               | 1560                |
| Achkenaz ou Varnak  | 1376                | Lisbon Yachan        | 1510                | Sicilia Hadach      | 1562                |
| Mayorka             | 1391                | Talmud Torah Hagadol | 1520                | Beit Aron           | 1575                |
| Provincia           | 1394                | Portogallo           | 1525                | Italia Hadach       | 1582                |
| Italia Yashan       | 1423                | Evora                | 1535                | Mayorka Cheni       | Fine XVI secolo     |
| Gueruch Sfarad      | 1492                | Estrug               | 1535                | Katallan Hadach     | Fine XVI secolo     |
| Kastilla            | 1492-3              | Lisbona Hadach       | 1536                | Italia Cheni        | 1606                |
| Aragon              | 1492-3              | Otranto              | 1537                | Shalom              | 1606                |
| Katallan Yachan     | 1492                | Ichmael              | 1537                | Har Gavoa           | 1663                |
| Kalabria Yachan     | 1497                | Tcina                | 1545                | Mograbis            | XVII secolo.        |
| Sicilia Yachan      | 1497                | Nevei Tsedek         | 1550                |                     |                     |

Un'istituzione federale chiamata talmud torah hagadol fu creata nel 1520 per sovrintendere all'insieme delle congregazioni e prendere decisioni (ascamot) da applicarsi a tutte. Era amministrata da sette membri con mandato annuale. Questa istituzione provvedeva all'educazione dei ragazzi e costituiva un corso propedeutico all'entrata nelle yeshivot (centri di studi della Torah e del Talmud). Di grande rinomanza, esse accoglievano centinaia di allievi.. Oltre agli studi ebraici vi si insegnavano lingue e letterature latina, greca e araba, così come medicina, scienze naturali e astronomia. Le yeshivot di Salonicco erano frequentate da ebrei provenienti da tutto l'Impero ottomano e anche da più lontano, per esempio dall'Italia e dall'Europa dell'est. Al termine degli studi alcuni allievi venivano nominati rabbini nelle comunità ebraiche dell'Impero, ma anche ad Amsterdam o a Venezia. Il successo delle istituzioni educative fu tale che non vi erano analfabeti presso gli ebrei di Salonicco.

#### Attività economiche

Nel XVI secolo Salonicco si trova nel cuore dell'Impero ottomano e la sua comunità è collegata a tutto il mondo ebraico orientale.

La popolazione sefardita s'installò principalmente nei grandi centri urbani dell'Impero Ottomano, Istanbul, Salonicco e, più tardi, Smirne. Contrariamente alle altre grandi città dell'Impero, dove il commercio era principalmente in mano ai cristiani, greci ed armeni, a Salonicco era controllato dagli ebrei e la forza economica degli ebrei diviene talmente grande che il porto ed i mercati non funzionavano il sabato (shabbat), giorno di festa nell'ebraismo. Le attività economiche si sviluppavano in collegamento con tutto il resto dell'Impero Ottomano ma anche verso gli stati latini di Venezia e Genova, così come, beninteso, anche verso tutte le comunità ebraiche distribuite nel mondo mediterraneo. Un segno dell'influenza degli ebrei di Salonicco sui commerci in queste zone fu il boicottaggio, nel 1556, del porto di Ancona al tempo nello Stato Pontificio in seguito all'autodafé di 25 marrani deciso dal papa Paolo IV.
La particolarità degli ebrei a Salonicco era quella di occupare tutte le nicchie economiche, non essendo relegati a qualche settore particolare, come nei casi dove gli ebrei costituivano minoranza. Li si ritrova dunque a tutti i livelli della scala sociale, dai facchini ai grandi commercianti. Cosa eccezionale, Salonicco contava un gran numero di pescatori ebrei, caso praticamente unico e che non si ritrova se non in Heretz Israel.
Ma l'attività principale degli ebrei era la filatura della lana. Importarono le tecniche dalla Spagna, dove questo artigianato era molto sviluppato. La lana a Salonicco era differente, più grossolana. La comunità prese presto decisioni (ascamot) applicate a tutte le congregazioni per regolare questa industria, così era proibito sotto pena di scomunica (kherem) esportare lana e indaco a meno di tre giorni di strada dalla città. I drappi, le coperte ed i tappeti di Salonicco acquisirono molto velocemente una grande notorietà e furono esportati in tutto l'impero, da Istanbul a Alessandria passando per Smirne e l'attività tessile si diffuse in tutte le località prossime al golfo Termaico. Quest'attività divenne perfino un affare di Stato, a partire dal momento in cui il sultano decise di vestire le truppe di giannizzeri con i tessuti di lana di Salonicco, caldi ed impermeabili. Disposizioni furono prese per proteggere l'approvvigionamento, così un editto ( firman) del 1576 obbligò gli allevatori di montoni a fornire in esclusiva la loro lana agli ebrei fino a che questi non ne avessero acquisito la quantità necessaria alla filatura per gli ordinativi della Sublime Porta. Altre disposizioni regolamentavano strettamente i tipi di lana da produrre, le norme di produzione ed i periodi.. Tonnellate di lana erano trasportate a Istanbul con battelli, sia a dorso di cammello che cavallo, ed erano poi solennemente distribuite ai corpi di giannizzeri in vista dell'inverno. Verso il 1578 si decise dalle due parti di utilizzare l'approvvigionamento di tessuti come canone verso il tesoro di Stato, rimpiazzando i pagamenti in spezie, ma questa scelta si rivelò poi molto nefasta per gli ebrei..

### Declino

#### Sclerosi del giudaismo e arrivo di Sabbatai Zevi

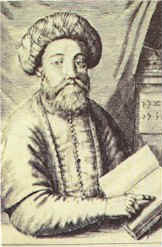
Sabbatai Zevi, Smyrne, 1666

L'ebraismo a Salonicco aveva per lungo tempo beneficiato degli apporti successivi di idee e conoscenze grazie alle differenti ondate d'immigrazione sefardita, ma questi apporti umani si erano poco a poco esauriti nel XVII secolo, affossandosi nella routine ed affievolendosi considerevolmente. Gli yéchivot erano ancora molto frequentati ma gli insegnamenti che vi s'impartivano erano molto formali. Le stampe di opere religiose continuavano ma senza alcun rinnovamento.
Dal XV secolo una corrente messianista si era sviluppata nel mondo sefardita, la redenzione indicava la fine del mondo, la guéoulah, in ebraico, appariva imminente. Questa idea alimentata dall'impoverimento economico di Salonicco era sostenuta dallo sviluppo costante degli studi cabalistici fondati sulla zohar, studi in piena espansione negli yechivot di Salonicco. Si annunciò la fine dei tempi successivamente nel 1540 e poi nel 1568, e di nuovo nel 1648 e 1666.
È in questo contesto che giunse da Smyrne (Smirne) un giovane e brillante rabbino, Sabbatai Zevi. Espulso dalla sua città verso il 1651 dopo aver proclamato di essere il messia arrivò a Salonicco dove la sua reputazione di saggio e cabalista si consolida molto velocemente. I suoi seguaci più numerosi erano membri della sinagoga Shalom e vecchi marrani. Dopo alcuni anni di prudenza, egli fece di nuovo scandalo nel corso di un banchetto solenne nel cortile della sinagoga Shalom, pronunciando il tetragramma, impronunciabile per la tradizione ebraica, presentandosi in tal modo come il Messia ben David cioè il Messia degli ebrei, discendente del re Davide..
Il consiglio rabbinico lo cacciò dalla città e Sabbatai Zevi diffuse quindi la propria dottrina in altre città del mondo sefardita. Ma il suo passaggio a Salonicco, come in altre città, divise la comunità ebraica e questi episodi crearono una turbolenza tale che Sabbatai Zevi finì per essere catturato e convocato dal Sultano. Alla richiesta di dimostrare i propri poteri soprannaturali e di resistere sotto i colpi delle frecce, egli finì per abiurare la propria fede e convertirsi all'Islam. Questo colpo di scena fu interpretato diversamente dai suoi seguaci, i sabbatei. Alcuni vi lessero un segno e si convertirono, altri rigettarono la sua dottrina e rientrarono pienamente all'ebraismo, gli ultimi rimasero formalmente fedeli all'ebraismo ma continuando a coltivare segretamente gli insegnamenti di Sabbetai Zevi. A Salonicco furono 300 le famiglie, tra le più ricche, che decisero nel 1686 di abbracciare l'Islam senza che le autorità rabbiniche potessero reagire, poiché la conversione era vista di buon occhio dall'autorità ottomana.. Queste, che i turchi soprannominarono Dönme, cioè "convertiti", a loro volta si dividevano in tre gruppi, gli Izmirliti (da Smirne), i Kuniati e gli Yacobiti da Jacob Querido, un seguace di Sabbatai che si dichiarò pure messia formarono nuove componenti nel mosaico etnico religioso della città. Pur avendo scelto la conversione, non si mescolarono mai ai turchi, praticando una stretta endogamia, vivendo in quartieri separati, edificando le proprie moschee e conservando una liturgia specifica in ebreo-spagnolo. Parteciparono massicciamente nel XIX secolo alla propagazione delle idee moderniste e poi, come i turchi, emigrarono da Salonicco in seguito alla conquista greca della città..

### Rinnovamento
La religione ebraica nella seconda metà del XIX secolo conobbe una vera rinascita. La rigenerazione venne dagli ebrei "franchi", i Frankos, cioè gli ebrei provenienti dai paesi cattolici ed in particolare da Livorno.

#### Industrializzazione

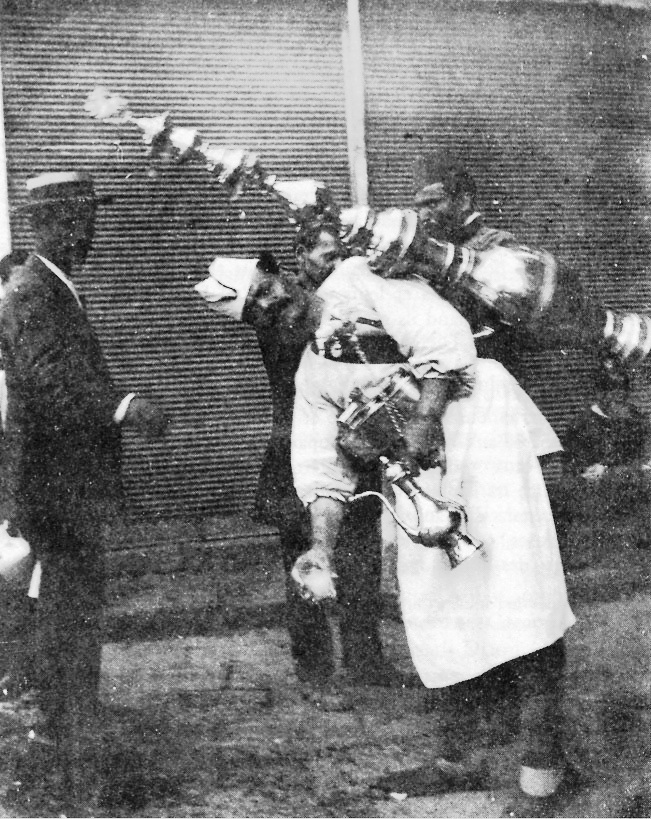
A Salonicco gli ebrei occupavano tutta la scala sociale, dal ricco imprenditore fino all'umile venditore di limonata.

Salonicco, a partire dagli anni 1880, conobbe un importante processo d'industrializzazione, diventando il polmone economico di un Impero in declino. Gli imprenditori all'origine di questo processo erano in maggioranza ebrei, caso unico nel mondo ottomano, poiché nelle altre grandi città l'industrializzazione fu promossa dagli altri gruppi etnico-religiosi. Gli Allatini erano la punta di diamante della imprenditoria ebraica, impiantarono diverse attività su scala industriale, mulini e altre industrie alimentari, mattonifici, manifatture del tabacco. Molti commercianti sostennero l'introduzione di una grande industria tessile, attività fino allora praticata a livello artigianale.
Tale industrializzazione condusse alla proletarizzazione di un grande numero di persone a Salonicco, senza distinzione di confessione, e questo si tradusse nella comparsa di un'importante classe operaia. Gli imprenditori impiegavano manodopera senza distinzione di religione o di etnia, al contrario di quanto si faceva nel resto dell'Impero ottomano, e questo contribuì alla nascita di movimenti operai non etnici, anche se segnati in seguito dagli sviluppi delle questioni nazionali.

#### Haskalah
La haskalah, corrente del pensiero ebraico ispirata all'Illuminismo, toccò il mondo ottomano verso la fine del XIX secolo, dopo essersi propagata attraverso la popolazione ebraica dell'Europa occidentale e orientale. Furono gli stessi che stimolarono il rinnovo economico a Salonicco facendosene messaggeri.
Il primo campo d'azione di questi maskilim, principalmente dell'imprenditore livornese Mosè Allatini, fu l'educazione. Nel 1856, con l'aiuto dei Rothschild e con il consenso dei rabbini che aveva guadagnato ai suoi obiettivi con importanti donazioni ad opere di beneficenza, fondò la scuola Lippman, un'istituzione modello diretta dal professore Lippman, rabbino progressista di Strasburgo . Dopo cinque anni di esistenza l'istituzione chiuse i battenti e Lippman ripartì sotto la pressione dei rabbini, in disaccordo con i metodi di educazione innovativi. Tuttavia ebbe il tempo di formare un buon numero di studenti che poterono dargli il cambio successivamente. .
Il dottor Allatini nel 1862 spinse il proprio cognato Salomon Fernandez a fondare una scuola italiana, grazie ad una donazione del Regno d'Italia. I diversi tentativi per introdurre la rete educativa della Alliance Israélite Universelle (AIU), con sede in Francia, si scontrò con l'opposizione dei rabbini, che non ammettevano una scuola ebraica sotto il patronato dell'ambasciata di Francia, ma il bisogno di strutture educative divenne così pressante che i partigiani di una sua introduzione riuscirono finalmente ad avere la meglio nel 1874, grazie al mecenatismo di Allatini, che divenne membro del comitato centrale dell'AIU a Parigi. La rete di questa istituzione si espanse allora molto velocemente, nel 1912 si contavano nove nuove scuole dell'AIU che provvedevano all'educazione di ragazzi e ragazze, dalla scuola materna alla scuola secondaria, mentre le scuole rabbiniche erano in pieno declino. Questo ebbe come effetto la diffusione della lingua francese in seno alla comunità ebraica di Salonicco come in tutto l'oriente ebraico. Queste scuole, occupandosi della formazione sia intellettuale che tecnica e manuale, formarono una generazione aggiornata ai tempi moderni.
L'irruzione della modernità si tradusse anche nell'influenza crescente delle nuove idee politiche che provenivano dall'Europa occidentale, in primo luogo del nazionalismo che si insediò in diverse forme presso le diverse popolazioni balcaniche. Alla fine del XIX secolo il sionismo si sviluppò scarsamente nella Salonicco ottomana. Il movimento sionista dovette in effetti affrontare la concorrenza della Federazione Socialista Operaia (unico movimento e sindacato ebraico in terra sefardita secondo i propri leader) di stampo nettamente antisionista. Non potendo diffondersi nella classe operaia, il sionismo a Salonicco si rivolse ai borghesi e agli intellettuali, meno numerosi.

### Arrivo dei greci, partenza degli ebrei

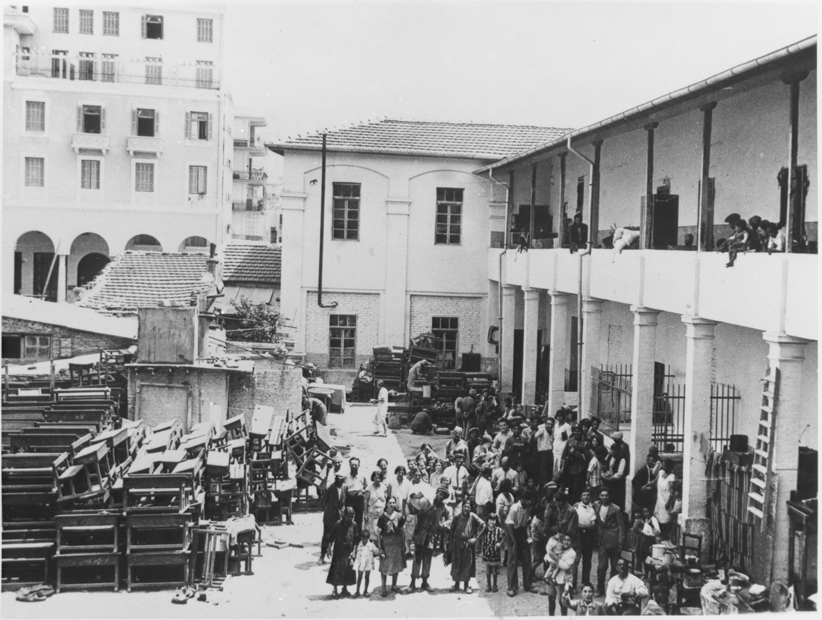
Famiglie senza alloggio in seguito ai pogrom del 1931.

Nel 1912, in seguito alla Prima guerra balcanica, i greci presero il controllo di Salonicco al posto dei bulgari, finendo per integrarla al proprio territorio. Contro ogni attesa, condussero una politica pro-ebraica in contrasto a quanto lasciava intendere la propaganda dei bulgari, serbi e austriaci, che auspicavano l'aderenza degli ebrei alle proprie cause. I greci presero alcune misure provvisorie miranti a favorire l'integrazione degli ebrei, per esempio permettendo di lavorare la domenica e di osservare lo shabbat. L'economia trasse beneficio dall'annessione, che aprì a Salonicco le porte dei mercati della Grecia settentrionale e della Serbia con la quale la Grecia aveva stabilito un'alleanza. L'installazione di truppe dell'Armata d'Oriente in seguito allo scoppio della prima guerra mondiale provocò pure un rilancio dell'attività economica. Il governo greco vedeva di buon occhio lo sviluppo del sionismo e l'insediamento di un nucleo ebraico in Palestina, poiché ciò convergeva con la volontà greca di smembrare l'Impero Ottomano. La città ricevette la visita dei grandi leader sionisti, Ben Gurion, Itzhak Ben-Zvi e Vladimir Žabotinskij, che vedevano in Salonicco la città ebrea come modello a cui ispirarsi per il futuro Stato.
Tuttavia si può constatare una netta differenza tra la posizione del governo e quella della popolazione locale. Un testimone (Jean Leune, corrispondente de L'Illustration durante le guerre balcaniche e in seguito ufficiale nell'armata d'Oriente) racconta:
Il grave incendio del 1917 costituì un punto di svolta. La comunità ebraica concentrata nella città bassa fu la più colpita dal sinistro, il fuoco distrusse la sede del grande rabbino con gli archivi annessi e 16 delle 33 sinagoghe della città. Contrariamente alla ricostruzione, che aveva avuto luogo dopo l'incendio del 1890, i greci decisero di procedere ad una nuova riorganizzazione urbana. Perciò espropriarono tutti gli abitanti, non concedendo neppure un diritto di prelazione sugli alloggi in costruzione secondo il nuovo piano. Furono i greci in maggioranza a popolare i nuovi quartieri, e gli ebrei scelsero sovente luoghi più decentrati.
Ben prima che il primo anniversario della celebrazione della Dichiarazione Balfour fosse celebrato nel 1918 con un fasto senza uguali in Europa, il declino era già iniziato. L'arrivo di decine di migliaia di rifugiati greci dall'Asia minore e la partenza di turchi e di dunmeh di Salonicco in seguito alla Grande Catastrofe del 1922 e alla firma del trattato di Losanna del 1923, modificarono considerevolmente la composizione etnica di Salonicco. Gli ebrei cessarono di essere la maggioranza assoluta ed alla vigilia della seconda guerra mondiale non rappresentavano che il 40% della popolazione. Alla crescita costante della popolazione greca coincise una politica meno conciliante verso gli ebrei. Così nel 1922 fu proibito il lavoro domenicale, cosa che di fatto obbligò gli ebrei a lavorare il sabato, i manifesti in lingue straniere furono proibiti ed i tribunali rabbinici cessarono di emettere sentenze sugli affari di diritto patrimoniale. Come in altri paesi dell'Europa orientale, quali l'Ungheria e la Romania, si sviluppò un'importante corrente di antisemitismo tra le due guerre che a Salonicco, tuttavia, non raggiunse mai i livelli di violenza di questi due paesi. Fu soprattutto l'arrivo dei profughi dell'Asia minore, in maggioranza senza mezzi, che si trovava in concorrenza diretta con gli ebrei per gli alloggi ed il lavoro. Il movimento era collegato alla stampa al quotidiano Makedonia e all'organizzazione ultranazionalista Ethniki Enosis Ellas (Unione nazionale della Grecia, EEE), entrambi vicini al partito liberale al potere, diretto da Venizelos. Gli ebrei erano accusati di non volersi integrare nell'insieme nazionale e lo sviluppo del comunismo e del sionismo nel seno della comunità era visto con il più grande sospetto. Il governo greco adottò un comportamento ambivalente, praticando una politica di acquietamento, ma rifiutando di prendere nettamente le distanze da quei due vettori di antisemitismo. Tale fenomeno si cristallizzò nel 1931, anno in cui ebbe luogo il pogrom di camp Campbell, un quartiere ebraico interamente incendiato che lasciò 500 famiglie senza tetto, causando tuttavia la morte di una sola persona. Diverse decine di tombe del cimitero ebraico di Salonicco furono profanate.
La presa del potere da parte del dittatore di estrema destra Ioannis Metaxas, avvenuta nel 1936, si tradusse in un notevole calo delle violenze antisemite.
Fu in questa epoca che cominciò un grande movimento di emigrazione degli ebrei in direzione dell'Europa occidentale e della Palestina. Una diaspora tessalonicese si installò dando luogo a qualche noto successo. Così Isaac Carasso, stabilito a Barcellona, fondò l'impresa Danone, Maurice Abravanel si diresse verso la Svizzera con la famiglia per poi andare negli Stati Uniti d'America, dove divenne un celebre direttore d'orchestra. Uno dei progenitori materni del presidente della Repubblica francese Nicolas Sarkozy migrò in Francia a quell'epoca. In questo paese la popolazione ebraica di Salonicco era concentrata tra le due guerre nel IX arrondissement della città di Parigi e le sedi delle loro associazioni culturali erano in rue La Fayette. In Palestina la famiglia Recanati fondò una delle banche più importanti dell'attuale Stato di Israele, la Eretz Yisrael Discount Bank, divenuta la Israel Discount Bank.

### Seconda guerra mondiale

#### Battaglia di Grecia
Il 28 ottobre 1940 Mussolini decise d'invadere la Grecia in seguito al rifiuto del dittatore Ioannis Metaxas di accettare il suo ultimatum. Ne seguì la battaglia di Grecia alla quale gli ebrei presero parte, 12 898 di questi furono ingaggiati nell'armata greca. 4 000 parteciparono alla campagna di Albania e Macedonia, 513 affrontarono i tedeschi e in totale furono uccisi 613 ebrei, 174 dei quali a Salonicco. La brigata 50 di Macedonia fu soprannominata «battaglione Cohen» per via del gran numero di ebrei dai quali era costituita.

#### Occupazione

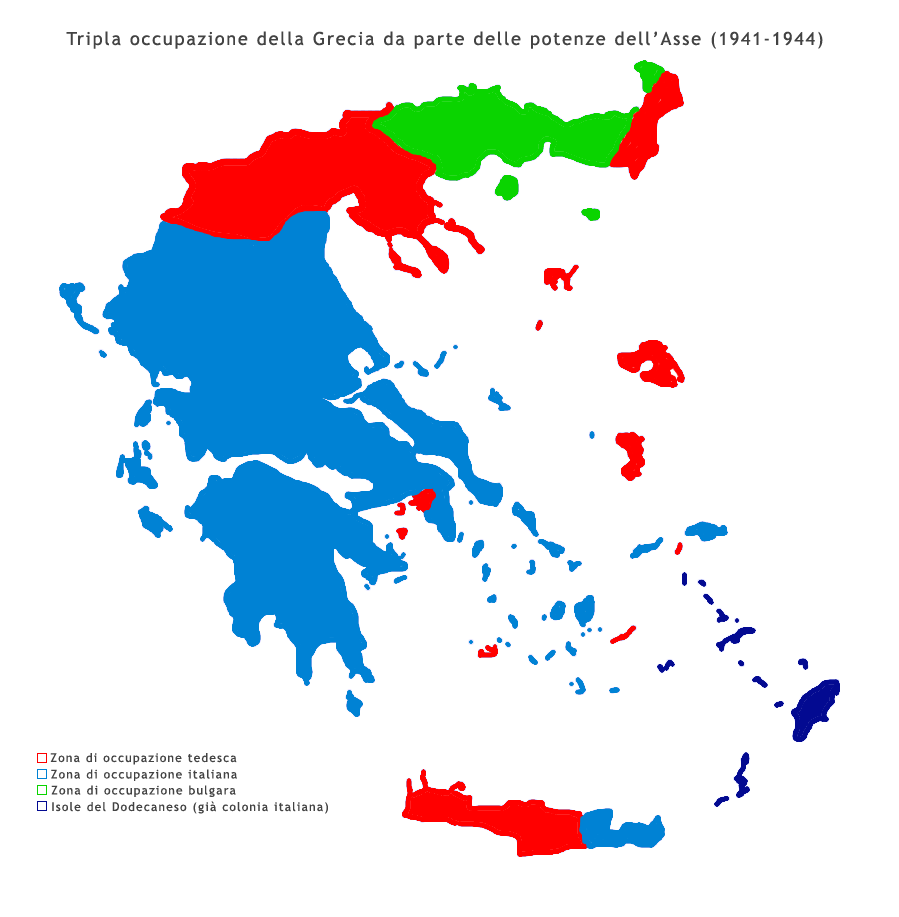
Ripartizione della Grecia occupata da tedeschi, italiani e bulgari

La Grecia del Nord e quindi Salonicco furono occupate dai tedeschi, mentre il sud cadde sotto le mani degli italiani che durante il periodo dell'occupazione, cioè fino al settembre 1943, non applicarono una politica di persecuzione anti ebraica. A Salonicco i tedeschi, entrati il 9 aprile 1941, misero in atto misure antisemite in modo progressivo. L'ufficiale tedesco Max Merten, incaricato dell'amministrazione della città, non cessava di ripetere durante l'occupazione che le leggi di Norimberga non sarebbero state applicate.
La stampa ebraica fu presto proibita, mentre apparvero due quotidiani greci pro-nazisti, Nea Evropi e Apoyevmanti; case ed edifici della comunità furono requisiti dagli occupanti, compreso l'ospedale costruito grazie ai sussidi del barone Hirtsch. Alla fine di aprile apparvero avvisi nei quali veniva interdetto agli ebrei l'ingresso ai caffè, in seguito li si obbligò a separarsi dalle radio riceventi. Il rabbino capo di Salonicco, Zevi Koretz, fu arrestato dalla Gestapo il 17 maggio 1941 ed inviato in un campo di concentramento vicino a Vienna, dal quale ritornò alla fine di gennaio del 1942 per riprendere il proprio ruolo. Nel giugno del 1941 la commissione Rosenberg sequestrò gli archivi ebraici, inviando tonnellate di documenti all'istituto nazista di ricerche ebraiche a Francoforte. Gli ebrei soffrivano la fame come il resto della popolazione, il regime nazista non poneva alcuna importanza all'economia greca. Si stima che nel 1941-1942 in città morivano di fame sessanta ebrei al giorno.
Nel giro di un anno non venne presa alcuna misura antisemita e questo diede agli ebrei un illusorio senso di sicurezza.
In una calda giornata del luglio 1942 tutti gli uomini della comunità di età dai 18 ai 45 anni furono riuniti nella piazza della Libertà. Durante tutto il pomeriggio li si obbligò a compiere esercizi fisici sotto minaccia delle armi. Quattromila di questi furono inviati a compiere lavori di manutenzione per l'impresa tedesca Miller sulle strade che conducevano verso Katerini e Larissa, zone affette da malaria. In meno di 10 settimane il 12% di questi morirono a causa del deperimento e della malattia. La comunità tessalonicese, aiutata da quella ateniese, riuscì a raccogliere 2 miliardi della somma di 3,5 miliardi di dracme richiesta dai tedeschi per il rilascio dei lavoratori forzati. I tedeschi accettarono di liberarli, ma esigettero in controparte l'abbandono del "cimitero ebraico di Salonicco", dove vi erano dalle 300.000 alle 500.000 tombe che da tempo avevano limitato la crescita urbana della città e la cui distruzione fu richiesta agli occupanti dalle autorità comunali greche. Gli ebrei iniziarono il trasferimento delle tombe verso due terreni che erano stati loro concessi in periferia, ma le autorità comunali, prendendo a pretesto la lentezza delle operazioni, decisero di assumere la gestione dell'operazione. Cinquecento operai greci, pagati dal comune, effettuarono la distruzione delle tombe. Il cimitero non tardò a trasformarsi in una vasta cava, dove i greci ed i tedeschi andavano a cercare pietre da utilizzare come materiale di costruzione.. Sul luogo si trova ora tra l'altro l'"Università Aristotele di Salonicco"
Si stima che tra l'inizio dell'occupazione e la fine delle deportazioni dai 3.000 ai 5.000 ebrei fossero riusciti a fuggire da Salonicco, trovando un rifugio temporaneo nella zona italiana. Tra questi, 800 erano di nazionalità italiana e furono protetti dalle autorità consolari del proprio paese durante tutto il periodo dell'occupazione italiana. 800 ebrei si dettero alla macchia nelle montagne macedoni, partecipando alla resistenza greca comunista nella Armata popolare di liberazione nazionale (ELAS) mentre il movimento monarchico di destra non accolse praticamente alcun ebreo.

#### Deportazione
54 000 sefarditi di Salonicco furono spediti nei campi di sterminio nazisti. Circa il 98% della popolazione ebraica della città conobbe la morte durante la guerra. Solo in Polonia gli ebrei hanno conosciuto un tasso di distruzione maggiore.

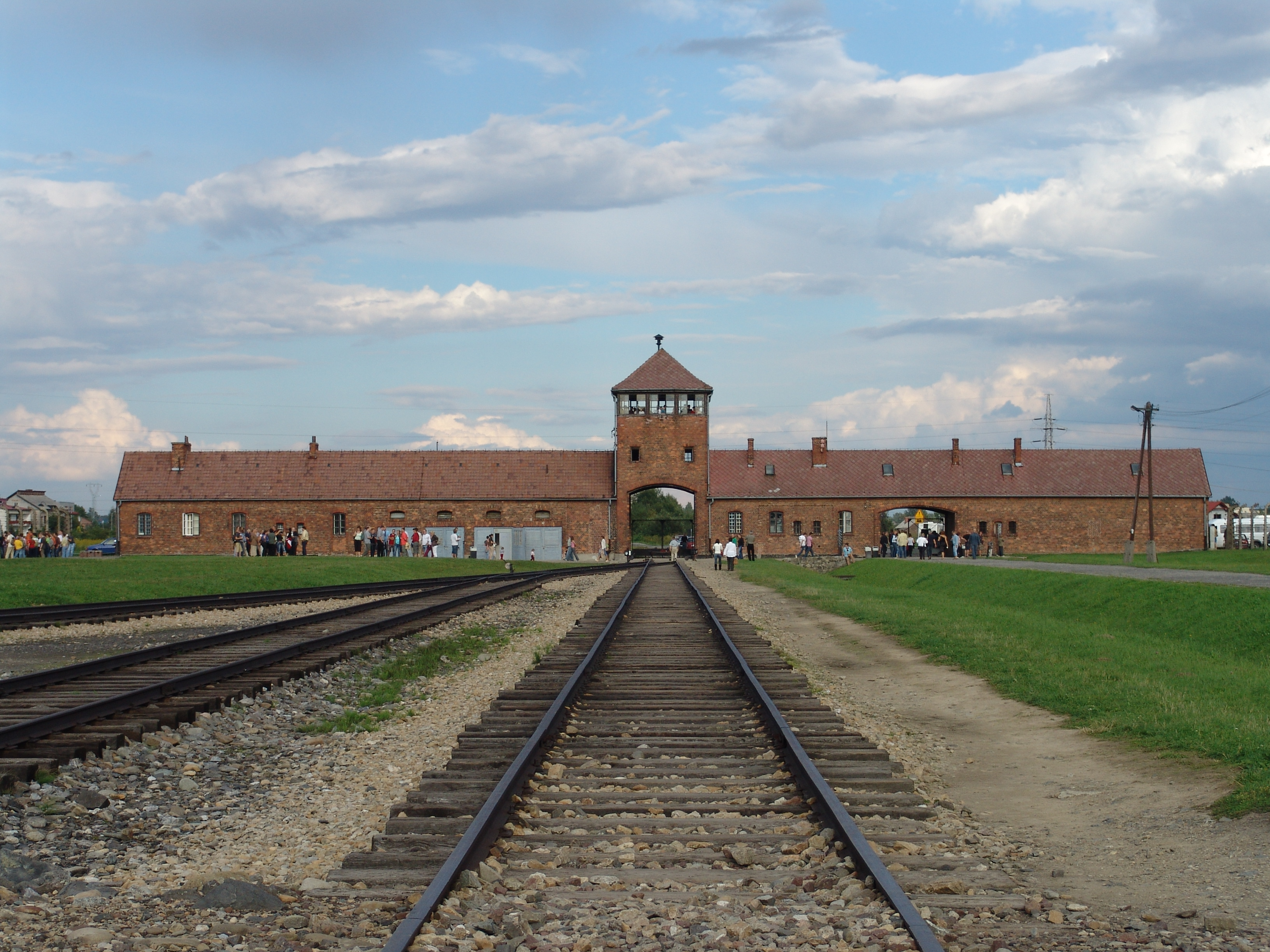
Campo di concentramento di Auschwitz, vista dall'interno del campo.

Per gestire "al meglio" questa operazione le autorità naziste impiegarono sul posto due specialisti della materia, Alois Brunner e Dieter Wisliceny, che arrivarono il 6 febbraio 1943. Immediatamente fecero applicare le leggi di Norimberga in tutto il loro rigore, imponendo l'uso della stella gialla e restringendo drasticamente la libertà di circolazione degli ebrei. Questi furono radunati alla fine di febbraio 1943 in tre ghetti, Kalamaria, Singrou e Vardar/Agia Paraskevi, e poi trasferiti in un campo di transito nel quartiere del barone Hirsch in prossimità della stazione, dove li attendevano i treni della morte. Per facilitare l'operazione i nazisti si appoggiarono su una polizia ebrea fondata per l'occasione e diretta da Vital Hasson che si abbandonerà a numerosi atti di violenza contro il resto della comunità..
Il primo convoglio partì il 15 marzo. Ogni treno trasportava da 1 000 a 4 000 ebrei, attraversando tutta l'Europa centrale principalmente verso Birkenau, un convoglio partì per Treblinka ed è possibile che siano avvenute deportazioni verso Sobibor, poiché vi si ritrovarono alcuni ebrei di Salonicco. La popolazione ebrea di Salonicco era talmente numerosa che la deportazione si protrasse per alcuni mesi fino al 7 agosto.
Sono state proposte molte ragioni per spiegare questa ecatombe. Da una parte, l'attitudine del Judenrat ed in primo luogo di chi fu alla sua testa durante il periodo precedente le deportazioni, il rabbino capo di Salonicco Zevi Koretz, che è stato molto criticato. Gli si è contestato d'aver applicato le direttive naziste con troppa docilità e d'aver minimizzato i lamenti degli ebrei al riguardo del trasferimento in Polonia mentre quelli di nazionalità austriaca e di lingua madre tedesca erano presumibilmente più rassegnati. Sono pure corse voci che l'accusavano di avere coscientemente collaborato con gli occupanti. Uno studio recente tende però a sminuire il suo ruolo durante le deportazioni. Lui stesso fu portato il 2 agosto 1942 nel campo di Bergen-Belsen, insieme ad altri notabili, sotto un controllo relativamente lasco e riuscì a fuggire con la famiglia. Nello stesso convoglio si trovavano 367 ebrei protetti dalla la loro nazionalità spagnola che conobbero un destino singolare: trasferiti da Bergen-Belsen fino a Barcellona e poi in Marocco, alcuni raggiunsero la Palestina del mandato britannico. Un altro fattore è dato dalla solidarietà di cui diedero prova le famiglie, rifiutandosi di separarsi nelle avversità e ciò non facilitò le iniziative individuali. Si è altresì rimarcato che fu difficile agli ebrei nascondersi a causa della scarsa conoscenza del greco imposto nel passaggio di Salonicco sotto sovranità greca nel 1913. Esisteva anche un antisemitismo latente nella parte di popolazione greca così come in quelli che avevano dovuto fuggire dall'Asia minore nei trasferimenti di popolazione tra Grecia e Turchia. Questi che arrivarono in massa a Salonicco si trovarono esclusi dal sistema economico e per certo guardavano con ostilità la popolazione ebraica più ricca e che associavano al vecchio potere ottomano. Nondimeno lo Yad Vashem ha distinto 265 greci come Giusti tra le nazioni, nella stessa proporzione che per la popolazione francese.
A Birkenau, circa 37 000 da Salonicco, furono uccisi con il gas immediatamente e soprattutto le donne, i bambini e le persone anziane. Circa un quarto dei 400 esperimenti commessi su ebrei furono eseguiti su ebrei greci, in particolare di Salonicco. Tali esperimenti includevano l'evirazione e l'impianto di tumori all'utero per le donne. La gran parte dei gemelli morì vittima di crimini atroci. Gli altri dovettero lavorare nei campi. Negli anni 1943-44, rappresentavano una parte importante della mano d'opera di Birkenau essendo circa 11 000. In ragione della loro scarsa conoscenza dello Yiddish, furono mandati in massa per sgombrare i resti del ghetto di Varsavia nell'agosto 1943, al fine di costruirvi un campo. Tra i 1 000 impiegati per tale scopo, una ventina circa riuscirono a fuggire attraverso le fogne ed a congiungersi con la resistenza polacca, l'Armaya Ludova, che organizzava l'insurrezione antitedesca.
Molti degli ebrei di Salonicco furono integrati nei Sonderkommando. Il 7 ottobre 1944, insieme ad altri ebrei greci, presero parte ad una rivolta pianificata in anticipo e presero d'assalto i forni crematori, uccidendo una ventina di guardie. Una bomba fu lanciata nella fornace del crematorio IV distruggendo lo stabilimento. Prima di essere massacrati dai nazisti, gli insorti intonarono un canto dei partigiani greci e l'inno nazionale greco.

### Il dopoguerra
Al termine della seconda guerra mondiale in Grecia scoppiò una violenta guerra civile, che durò fino al 1949, tra le forze del governo ed i comunisti della resistenza (ELAS). Alcuni ebrei, sfuggiti alla deportazione, vi presero parte, sia nel campo delle forze governative sia in quello opposto, tra quanti avevano combattuto in seno all'ELAS molti furono vittima della repressione che si abbatté sul paese quando il governo riprese il controllo della situazione.
Dei sopravvissuti ai campi di sterminio alcuni scelsero di non ritornare in Grecia ed emigrarono in Europa occidentale, in America o nella Palestina mandataria, altri presero la via del ritorno. Tutti dovettero affrontare grandi difficoltà per sopravvivere e portare a termine i propri progetti poiché l'Europa dell'immediato dopoguerra era in uno stato di caos. Soffrirono anche discriminazioni da parte di alcuni sopravvissuti ashkenaziti, che mettevano in dubbio il loro essere ebrei.
L'arrivo a Salonicco fu uno choc aggiuntivo, i superstiti erano spesso gli unici sopravvissuti della propria famiglia e trovarono le proprie case occupate da famiglie greche che le avevano acquistate dai tedeschi. In un primo tempo dovettero essere ospitati nelle sinagoghe. Fu istituito un comitato ebraico (Komite Djudio) per censire il numero di superstiti ed ottenere dalla Banca Nazionale di Grecia la lista di 1.800 case vendute a greci. Questi si mostrarono molto restii a rendere i loro beni agli ebrei in quanto avevano acquistato le case ed essi stessi erano vittime della guerra.
Al termine della guerra, l'ELAS controllava la città e favorì il ritorno dei beni agli ebrei ma dopo quattro mesi, quando il governo di Atene, sostenuto dai britannici, prese il potere a Salonicco, le restituzioni furono a poco a poco congelate. Non solo il governo composto da Venizelisti dovette far fronte ad una grave crisi degli alloggi in virtù dell'afflusso di rifugiati provocato dalla guerra, in più numerosi collaborazionisti si erano arricchiti durante la guerra ed erano diventati influenti, il governo nell'ottica della lotta anticomunista si era avvicinato ai vecchi simpatizzanti del regime hitleriano. L'inviato sul posto dell'Agenzia ebraica denunciò il clima di antisemitismo preconizzando l'Aliyah (in senso letterale "ascensione" o "evoluzione spirituale", nella pratica sionista divenne il ritorno in Terra Santa) degli ebrei. Poco a poco si mise in atto un aiuto del World Jewish Congress al fine di aiutare gli ebrei di Salonicco. Alcuni ebrei, salvati dalla deportazione da greci, scelsero di convertirsi alla Chiesa cristiana ortodossa. Alcuni superstiti dei campi, sovente i più isolati, fecero la stessa scelta. Vi furono anche numerosi matrimoni nell'immediato dopo guerra, poiché i superstiti desideravano riformarsi la famiglia che avevano perduto. Un superstite racconta:
(testimonianza di un sopravvissuto ai campi di sterminio)
Nel censimento del 1951 non si contarono che 1 783 superstiti. La comunità non era che l'ombra di sé stessa.
Il monumento simbolizzante la deportazione degli ebrei tardò molto a venire, non fu che nel 1997 che il comune decise di costruire un monumento in periferia, e non nel centro della città come era stato suggerito. Gli amministratori dell'Università Aristotele hanno sempre rifiutato di erigere un qualsiasi monumento per ricordare la presenza dell'antico cimitero ebraico sotto le fondamenta degli edifici dell'Università, e ciò malgrado le ripetute richieste da parte di numerosi professori. Nel 1998 Juan Carlos, re di Spagna, in visita a Salonicco ha reso omaggio agli ebrei sefarditi. Questa visita ha fatto seguito a quella alla sinagoga di Madrid nel 1992 nel cinquecentesimo anniversario dell'espulsione del 1492 ed in tale occasione il re fece una critica del decreto d'espulsione.
Al giorno d'oggi 1 300 ebrei vivono a Salonicco e questo fa della comunità ebraica la seconda in Grecia dopo quella di Atene.

## Cultura

### Lingua
In generale, gli ebrei emigrando adottano la lingua del paese che li accoglie, ma questo non fu il caso dei sefarditi dell'Impero Ottomano che, arrivando in massa, conservarono l'uso del proprio idioma. Gli ebrei di Salonicco portarono la propria lingua dalla Spagna, l'ebreo-spagnolo (djudezmo), cioè né più né meno che lo spagnolo del XV secolo, evoluto in maniera autonoma e che utilizzavano nella vita di tutti i giorni. Pregavano e studiavano in ebraico e in aramaico ed utilizzavano, come tutte le altre comunità sefardite, quello che Haïm Vidal Séphiha chiama la « copia giudeo-spagnola », il ladino (la lingua inventata dai rabbini spagnoli) che consisteva nella traduzione dei testi ebraici in spagnolo ma rispettando l'ordine delle parole e la sintassi della lingua ebraica. Queste due lingue, djudezmo e ladino si scrivevano in caratteri ebraici e in caratteri latini per gli ebrei spagnoli. Oltre alle lingue portate con sé in esilio, gli ebrei di Salonicco parlavano a volte il turco ottomano, la lingua dell'Impero scritta in caratteri arabi. La haskalah fu portata dagli ebrei "franchi" che diedero larga diffusione al francese, insegnato nelle scuole della AIU e, in misura minore, dell'italiano. Dopo la conquista di Salonicco da parte della Grecia nel 1912 il greco fu imposto nelle scuole ed appreso da più generazioni di ebrei a Salonicco. Ai giorni nostri è il greco che domina tra gli ebrei ancora presenti in città.
Il djudezmo di Salonicco, a causa dell'influsso delle comunità venute dall'Italia, presenta molti italianismi, sia dal punto di vista lessicale che sintattico. L'influenza di fatto del francese della francofilia dominante a Salonicco si faceva sentire al punto che Séphiha parla di « judéo-fragnol » invece che « judéo-spagnoli ».

### Gastronomia
Il sociologo Edgar Morin dichiara che il nucleo di una cultura è costituito dalla sua gastronomia e precisa che ciò si applica particolarmente agli ebrei di Salonicco, comunità da cui proviene.
La gastronomia degli ebrei di Salonicco era una variante della gastronomia ebraico-spagnola, essa stessa appartenente al grande insieme della cucina mediterranea. Era influenzata dalle regole alimentari ebraiche, la casherut proibisce come noto il consumo di maiale e l'abbinamento latte-carne, mentre le feste religiose richiedono la preparazione di piatti specifici, ma i tratti caratteristici derivano dalla provenienza iberica. Il pesce, abbondante nella città portuale, era consumato in grande quantità ed in tutte le maniere, fritto, al forno (al orno), marinato e ben cotto o stufato (abafado), era sovente accompagnato da salse molto sofisticate. Considerato come un simbolo di fertilità, il pesce era usato nei riti del matrimonio e nell'ultimo giorno della cerimonia nuziale, chiamato il dia del pesce, si faceva scavalcare alla sposa un gran piatto di pesci che veniva poi consumato dai convitati. I vegetali accompagnavano tutti i piatti, in particolare la cipolla, mentre l'aglio era poco utilizzato, al contrario della sinagoga degli ashkenaziti, che ne erano invece grandi consumatori, e che era soprannominata El kal del ajo (la sinagoga dell'aglio). Lo yogurt denso, largamente utilizzato nei Balcani ed in Anatolia ,era molto apprezzato, più della crema di latte. In vista del sabato si preparava lo hamin, variante ebraico-spagnola del cholent ashkenazita e della dafina nord-africana. Si trattava di un ragù di carne accompagnato da vegetali secchi (grano, piselli, fagiolini) che si lasciavano cuocere a fuoco lento fino al pasto del sabato. Prima della Pesach (la pasqua ebraica) le donne di casa riempivano le credenze di caramelle, fichi e datteri farciti con mandorle, di marzapane e del piatto il più apprezzato, il charope blanko (marmellata bianca) composta da zucchero, acqua e limone. Il vino era riservato ai rituali religiosi. Si bevevano bevande zuccherate a base di sciroppo di prugne, di amarene o di albicocche, al termine dei grandi pasti delle feste..